# Alemania Federal en la Eurocopa 1980
La Selección de fútbol de Alemania Federal fue uno de los 8 equipos participantes en la Eurocopa 1980, que se llevó a cabo entre el 11 de junio y el 22 de junio de 1980 en Italia.
Sin complicaciones Alemania Federal clasificó a la fase final, comenzó el grupo 7 empatando sus dos primeros encuentros como visitante contra Malta y Turquía, después obtuvo el triunfo de 2:0 ante Gales en Cardiff. En la segunda etapa ganó todos sus partidos de local, 5:1 sobre Gales, 2:0 a Turquía y 8:0 a Malta.
Asignada en el grupo A, debutó con triunfo por la mínima ante Checoslovaquia con gol del entonces joven Karl-Heinz Rummenigge en el minuto 57'. En el segundo compromiso lograron avanzar a la final después de triunfar 3:2, Klaus Allofs marcó triplete ante la selección de Holanda. En el último partido empató sin goles con Grecia.
La final se disputó en Roma contra Bélgica, Horst Hrubesch adelantó el marcador al minuto 10', pero el futbolista belga René Vandereycken marcó al 75' de penal y empató el partido. Sin embargo Horst nuevamente a dos minutos cerca del final del partido marcó el segundo gol que le dio la segunda Eurocopa a la Alemania Occidental.

## Clasificación
| Equipo           | Pts | PJ | PG | PE | PP | GF | GC | Dif |
| ---------------- | --- | -- | -- | -- | -- | -- | -- | --- |
| Alemania Federal | 10  | 6  | 4  | 2  | 0  | 17 | 1  | 16  |
| Turquía          | 7   | 6  | 3  | 1  | 2  | 5  | 5  | 0   |
| Gales            | 6   | 6  | 3  | 0  | 3  | 11 | 8  | 3   |
| Malta            | 1   | 6  | 0  | 1  | 5  | 2  | 21 | -19 |

| Fecha                   | Lugar         |                  |                     | Resultado |                     |                  |
| ----------------------- | ------------- | ---------------- | ------------------- | --------- | ------------------- | ---------------- |
| 25 de febrero de 1979   | Gżira         | Malta            | Bandera de Malta    | 0:0       | Bandera de Alemania | Alemania Federal |
| 1 de abril de 1979      | Esmirna       | Turquía          | Bandera de Turquía  | 0:0       | Bandera de Alemania | Alemania Federal |
| 2 de mayo de 1979       | Wrexham       | Gales            | Bandera de Gales    | 0:2 (0:1) | Bandera de Alemania | Alemania Federal |
| 17 de octubre de 1979   | Colonia       | Alemania Federal | Bandera de Alemania | 5:1 (4:0) | Bandera de Gales    | Gales            |
| 22 de diciembre de 1979 | Gelsenkirchen | Alemania Federal | Bandera de Alemania | 2:0 (1:0) | Bandera de Turquía  | Turquía          |
| 27 de febrero de 1980   | Bremen        | Alemania Federal | Bandera de Alemania | 8:0 (3:0) | Bandera de Malta    | Malta            |

### Goleadores
| Jugador               | Goles | PJ | Minuto |
| --------------------- | ----- | -- | ------ |
| Klaus Fischer         | 6     | 6  | 450    |
| Herbert Zimmermann    | 2     | 4  | 184    |
| Klaus Allofs          | 2     | 4  | 260    |
| Karl-Heinz Rummenigge | 2     | 6  | 492    |
| Walter Kelsch         | 1     | 1  | 45     |
| Karlheinz Förster     | 1     | 6  | 380    |
| Rainer Bonhof         | 1     | 6  | 540    |
| Manfred Kaltz         | 1     | 6  | 540    |

## Participación

### Grupo A
| Selección        | Pts. | PJ | PG | PE | PP | GF | GC | Dif |
| ---------------- | ---- | -- | -- | -- | -- | -- | -- | --- |
| Alemania Federal | 5    | 3  | 2  | 1  | 0  | 4  | 2  | +2  |
| Checoslovaquia   | 3    | 3  | 1  | 1  | 1  | 4  | 3  | +1  |
| Países Bajos     | 3    | 3  | 1  | 1  | 1  | 4  | 4  | 0   |
| Grecia           | 1    | 3  | 0  | 1  | 2  | 1  | 4  | -3  |

| 11 de junio de 1980, 17:45 | Checoslovaquia | 0:1 (0:0) | Alemania Federal | Stadio Olimpico, Roma                                          |                                                                |
|                            |                | Reporte   | Rummenigge 57'   | Asistencia: 11 059 espectadores Árbitro(s): Alberto Michelotti | Asistencia: 11 059 espectadores Árbitro(s): Alberto Michelotti |

| 14 de junio de 1980, 17:45 | Alemania Federal   | 3:2 (1:0) | Países Bajos                        | Stadio San Paolo, Nápoles                                |                                                          |
|                            | Allofs 20' 60' 65' | Reporte   | Rep 79' (pen.) · van de Kerkhof 85' | Asistencia: 26 546 espectadores Árbitro(s): Robert Wurtz | Asistencia: 26 546 espectadores Árbitro(s): Robert Wurtz |

| 17 de junio de 1980, 20:30 | Grecia | 0:0     | Alemania Federal | Stadio Comunale, Turín                                     |                                                            |
|                            |        | Reporte |                  | Asistencia: 13 901 espectadores Árbitro(s): Brian McGinlay | Asistencia: 13 901 espectadores Árbitro(s): Brian McGinlay |

### Final
| 22 de junio de 1980, 20:30 | Alemania Federal | 2:1 (1:0) | Bélgica                 | Stadio Olimpico, Roma                                      |                                                            |
|                            | Hrubesch 10' 88' | Reporte   | Vandereycken 75' (pen.) | Asistencia: 47 864 espectadores Árbitro(s): Nicolae Rainea | Asistencia: 47 864 espectadores Árbitro(s): Nicolae Rainea |

| Bandera de Alemania      |
| Campeón Alemania Federal |
| Segundo título           |

## Estadísticas

### Goleadores
| Jugador               | Goles | PJ | Minuto |
| --------------------- | ----- | -- | ------ |
| Klaus Allofs          | 3     | 3  | 270    |
| Horst Hrubesch        | 2     | 3  | 270    |
| Karl-Heinz Rummenigge | 1     | 4  | 336    |